# Nunaoil
Nunaoil A/S är ett statligt oljebolag på Grönland. Det grundades 1985 med  Grönlands Hjemmestyre och DONG Energy som lika stora ägare. 2006 sålde DONG sina andelar till danska staten, eftersom bolaget var på väg att privatiseras och Nunaoil enligt sina stadgar måste ägas av den danska staten. Vid införandet av Grönlands Selvstyre 2009 överfördes ägarskapet till detta. 
Nunaoilhar en andel i alla prospekterings- och utvinningslicencer på Grönland, och etablerades för att främja investeringar i olje- och gasindustrin genom samarbete mellan kommuner och internationella oljebolag. Företaget agerar som carried partner, vilket innebär att det inte investerar förrän det finns beslut om att ett olje- eller gasfält ska utvinnas. I det skedet kommer företaget gå in och betala sin del av utbyggnads- och produktionskostnaderna. 
Än så länge har endast prospekteringar genomförts.